# Barbro Josephson
Astrid Barbro Josephson, ogift Brandell, född 6 maj 1920 i Kungsholms församling i Stockholm, död 30 september 1975 i Vällingby församling i Stockholm, var en svensk journalist.
Barbro Josephson var dotter till journalisten Simon Brandell och författaren Elin Brandell, ogift Henriques, samt yngre syster till utrikesjournalisten Ulf Brandell. Hon var också barnbarn till Simon Brandell den äldre och Pontus Henriques. Efter studentexamen vid Whitlockska samskolan 1939 läste hon vid Uppsala universitet och blev filosofie kandidat 1943.
Hon var medarbetare vid Afton-Tidningen och Idun innan hon 1947 började på Dagens Nyheter. 1950 blev hon redaktionssekreterare för tidskriften Lanthemmet. Några år senare återvände hon till Dagens Nyheter där hon gjorde sig känd för sina artiklar om konsumentupplysning och jordbruk. Hon var också ledamot av Publicistklubbens styrelse.
Barbro Josephson var från 1946 gift med språkvetaren Åke Josephson (1919–1958), son till bokhandlaren Gunnar Josephson och Maud Boheman. De fick barnen Olle (född 1950), Daniel (född 1952) och Malin (född 1955).
Hon är begravd (spridd) på Råcksta begravningsplats i Stockholm.